# 何長瑜
何長瑜，劉宋東海郡（今江蘇連雲港）人，知名詩人，為謝靈運之友。《詩品》有其評價，今存其詩二首。
靈運與何長瑜、謝惠連、荀雍、羊璿之以文會友，號稱「靈運四友」。長瑜曾在謝方明家中任職，為謝方明之子謝惠連之師，謝靈運甚欣賞長瑜，不經過叔父方明同意，直接把長瑜接回家中。
長瑜後又為臨川王劉義慶幕府參軍，以韻語嘲弄同僚，貶為曾城令。443年，廬陵王劉紹聘為參軍，赴官時遇溺而卒。